# 서해철도

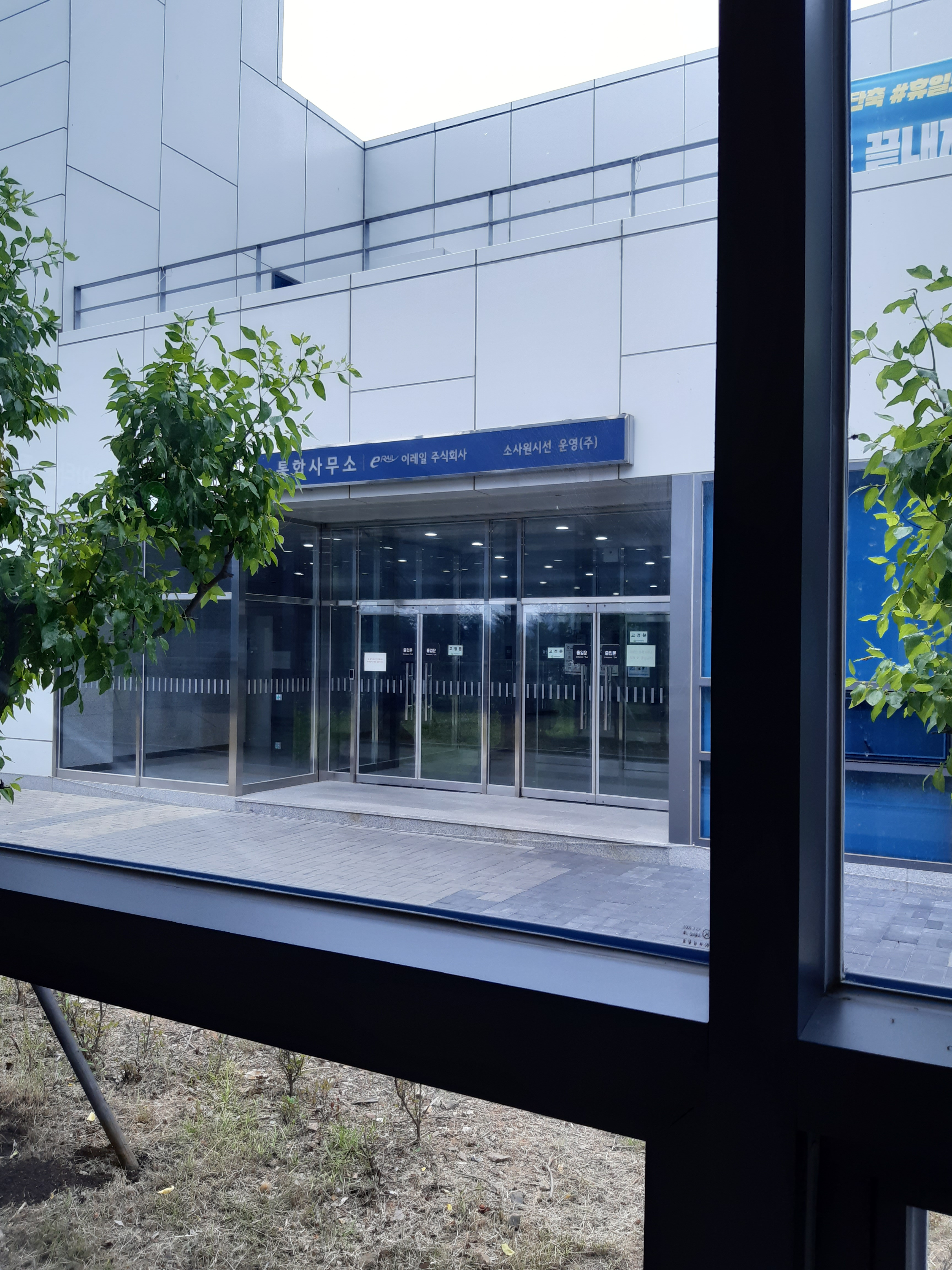
소사원시선주식회사 건물

서해철도주식회사는 수도권 전철 서해선의 운영을 맡고 있는 민자 업체로, 서울교통공사의 자회사이다.

## 연혁
- 2018년 1월 12일 : 소사원시선운영 주식회사 설립
- 2018년 5월 25일 : 상호명을 소사원시운영 주식회사로 변경
- 2018년 6월 16일 : 수도권 전철 서해선 (소사-원시선) 개통
- 2021년 1월 21일 : 서해철도 주식회사로 사명변경

## 운행 차량
- 391000호대 전동차

## 운영 노선
- ● 수도권 전철 서해선 : 소사 ~ 원시

## 주요 업무내용
- 수도권 전철 서해선 역무 관리 및 시설물 유지보수운영 업무